# Aphantophryne pansa
Aphantophryne pansa és una espècie de granota de la família Microhylidae que viu a Papua Nova Guinea.